# Eenemolen

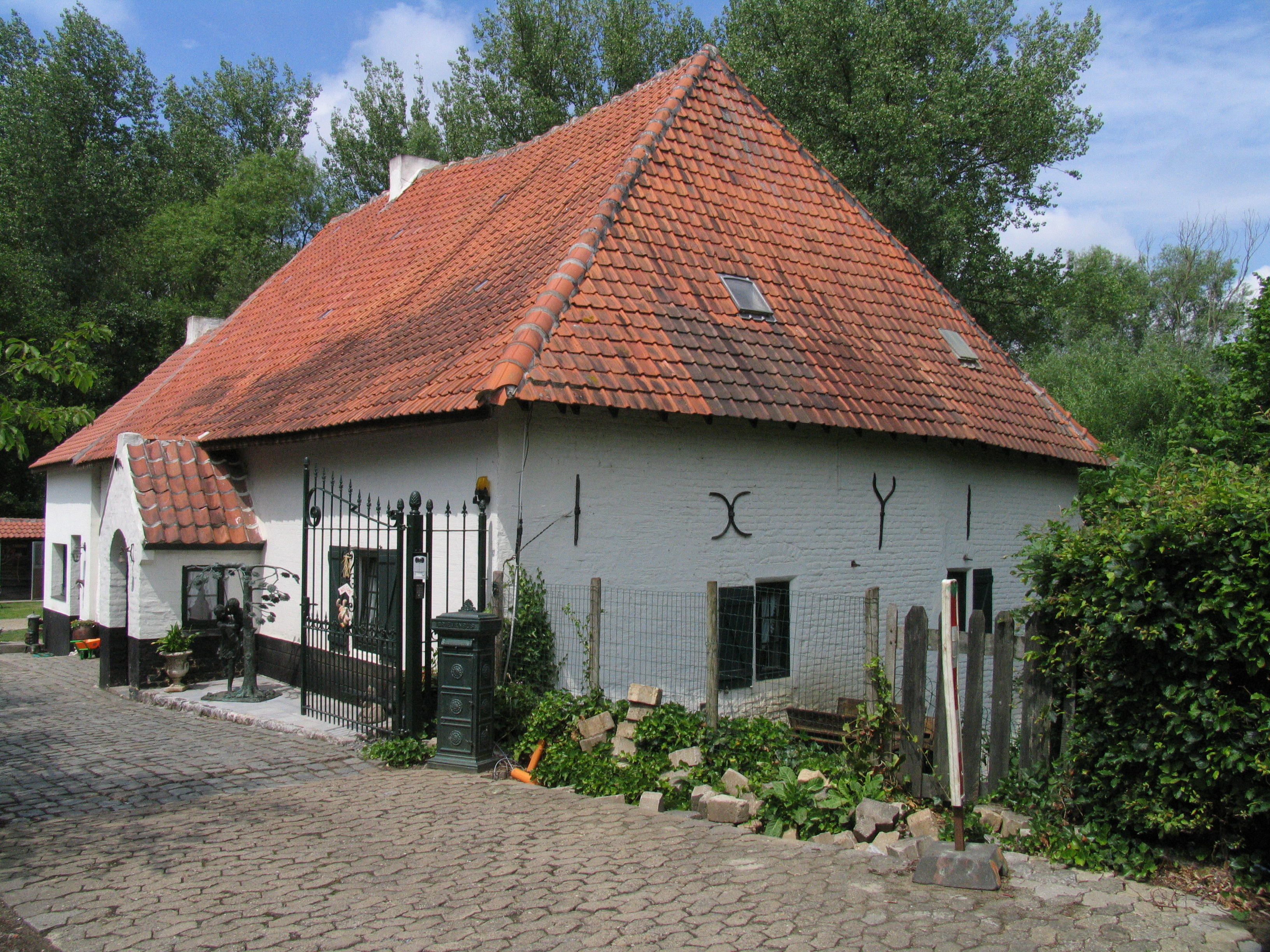
Eenemolen

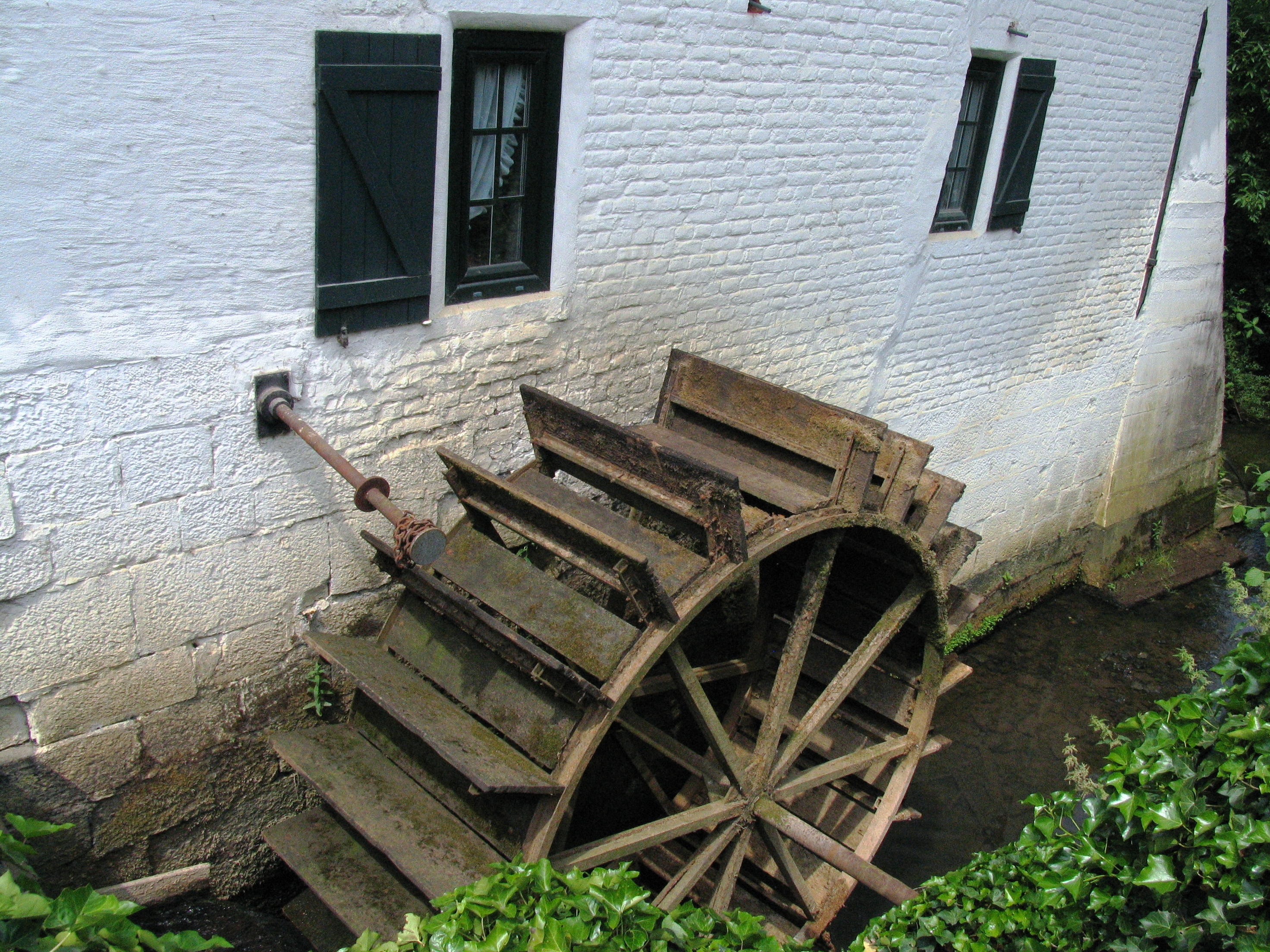
Eenemolen

De Eenemolen is een watermolen in de tot de Oost-Vlaamse gemeente Denderleeuw behorende plaats Iddergem, gelegen aan de Eenestraat 34.
Deze bovenslagmolen op de Kipsteekbeek fungeerde als korenmolen.
Al in 1434 was sprake van een watermolen op deze plaats. In 1892 werd een stoommachine geplaatst maar ook op waterkracht werd nog gemalen. Ook tijdens de Tweede Wereldoorlog werd nog gebruik gemaakt van waterkracht.
In 1958 werd het binnenwerk verwijderd en in 1960 ook het bovenslagrad. In 1975 werd een metalen onderslagrad geplaatst, doch dit dreef niets aan en was slechts ter versiering bedoeld. In 2007 werden nieuwe schoepen aan het rad bevestigd zodat het weer kon draaien.
De molen en het molenaarshuis zijn uit de eerste helft van de 19e eeuw.

## Trivia
De Eenemolen was ooit eigendom van Jean-Baptise De Boom, vader van Jean Corneille De Boom, de eerste Belgische ere-consul van San Francisco.